# Ольхи (Островський район)
Ольхи (рос. Ольхи) — присілок в Островському районі Псковської області Російської Федерації.
Населення становить 4 особи. Входить до складу муніципального утворення Островська волость.

## Історія
Від 2015 року входить до складу муніципального утворення Островська волость.

## Населення
| 2001 | 2002 | 2010 |
| ---- | ---- | ---- |
| 7    | ↘6   | ↘4   |